# Isidor Behrens
Henrik Enoch Isidor Behrens, född 3 januari 1868 i Stockholm, död 12 oktober 1951 i Stockholm, var Allmänna Idrottsklubbens (AIK) grundare och förste ordförande. Behrens grundade AIK år 1891 på Biblioteksgatan 8 i centrala Stockholm tillsammans med sin bror Emanuel och fem andra idrottsintresserade vänner. 

## Uppväxt
Isidor Behrens föddes den 3 januari 1868 på Grev Turegatan 21 i Stockholm. Behrens var av tysk och judisk härkomst efter sin far, Carl August Heinrich Behrens, som var född i Burgberg Sachsen i Tyskland och kom till Sverige 1862. Hans mor Anna Charlotta Behrens (född Wretberg) var från Häradshammar i Östergötland. Isidor Behrens hade två bröder och två systrar. Paul Behrens (1870–1949), Emanuel Behrens (1873–1949), Edit Thekla Ingeborg Behrens (1878–1881) och Edit Charlotta Behrens (1882–1964). Isidor var med andra ord äldst av syskonen.   
År 1880 flyttade hela familjen Behrens (utom den yngsta dottern) till S:t Petersburg i Ryssland. Familjen flyttade tillbaka till Sverige efter två år. Detta efter att fadern avlidit i en drunkningsolycka. Modern blev då änka med 4 barn att försörja, och förutom att ordna med begravningen, även ordna hemtransport av familjen, bouppteckning mm. Isidor var vid denna tidpunkt 14 år gammal.

## AIK:s grundare
En kväll i februari 1891 promenerade Behrens och hans bror Paul på Hantverkargatan i Stockholm. Bröderna gick i ett raskt tempo och bakom dem kom två andra ungdomar, som spänstade på värre och försökte sig på att gå om bröderna. De ökade takten och detsamma gjorde de okända vännerna. Det hela slutade med att Isidor och Paul var tvungna att börja springa för inte bli passerade av de andra paret, vilket man även lyckades med. När de skakat av sig männen kom Isidor på idén att de kunde springa ifrån flera. "Varför inte bilda en idrottsförening?" sa han till sin bror.
Isidor skrapade ihop en rad goda vänner med utpräglat idrottsintresse och sammanträdet hölls hemma hos Behrens mamma på Biblioteksgatan 8 på Norrmalm den 15 februari 1891. Paul, som varit med Isidor vid språngmarschen, medverkade inte på det första mötet då klubben grundades, vilket däremot Isidors andra bror, Emanuel, gjorde. 
"Skall vi bilda den här föreningen?" frågade Isidor och alla instämde. Han konfirmerade beslutet med ett klubbslag med en blyertspenna. Det fanns många namnförslag. Eftersom de kommit överens om att alla upptänkliga idrotter skall utövas kom Isidor på namnförslaget Allmänna Idrottsklubben (AIK). Det blev ett nytt klubbslag på denna sak med samma blyertspenna.

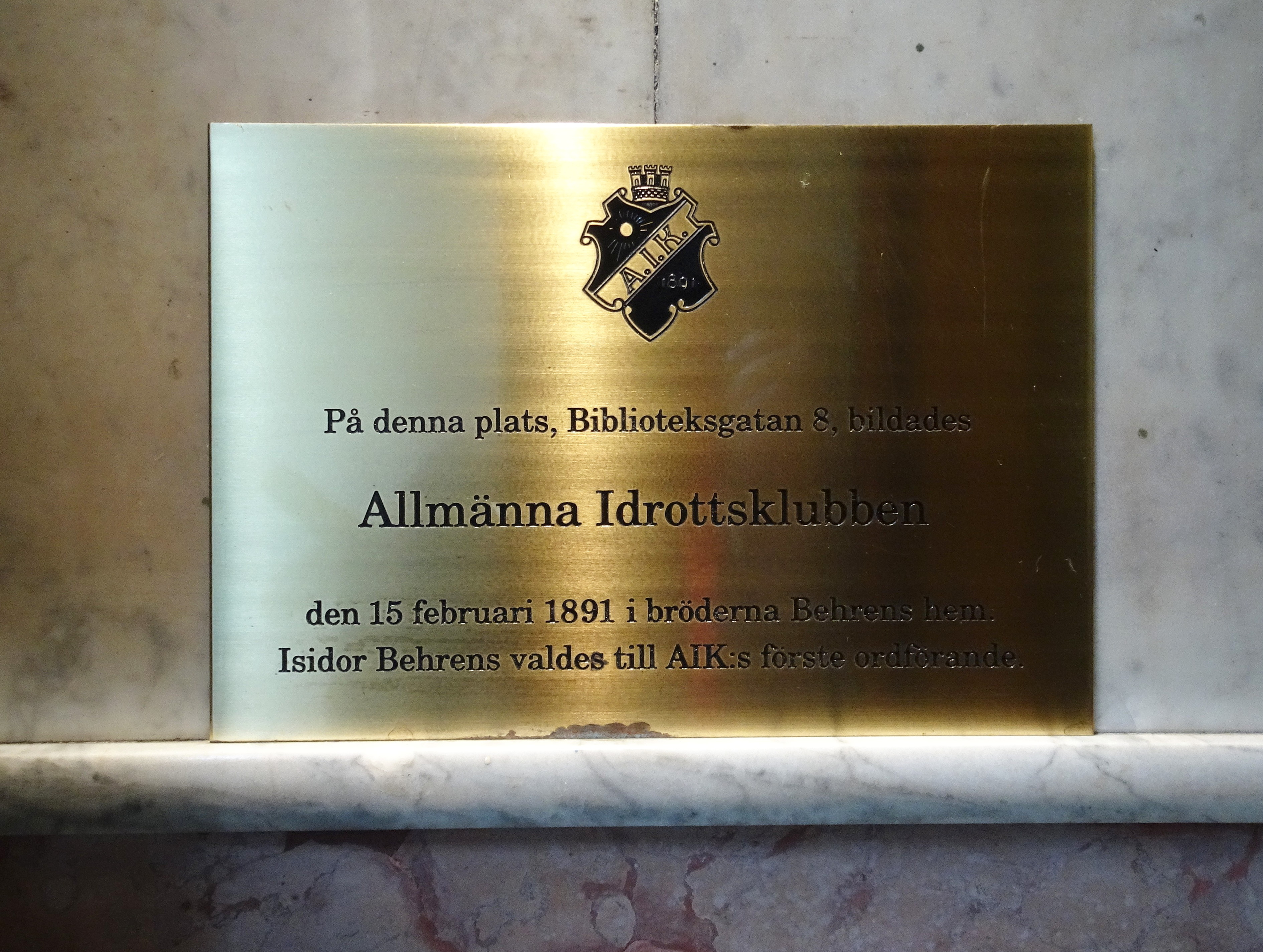
Skylt i trapphallen på Biblioteksgatan 8

Behrens var den allra första som tävlade för AIK, vid den Internationella Gymnastik- och idrottsfesten i Stockholm i maj 1891 på Svea Livgardens idrottsplats med 200 idrottsmän som deltagare. Isidor Behrens och sex andra AIK:are hade anmält sig i olika grenar. Behrens var kortdistanslöpare. Han ställde upp i löpning 150 meter, men hans tid räckte inte till finalplats.  

Behrens prövade sedan på många andra idrotter inom AIK, från sparkstötting till hastighetsåkning på skridskor, men några riktigt stora framgångar vann han aldrig som aktiv. Det var som ledare och styrelseman han gjorde sig ett namn både inom och utom AIK. Efter en kortare sejour i Lidköping 1895 flyttade Behrens åter till Stockholm, där han levde resten av livet. Av fadern hade han ärvt sitt yrke som typograf och blev sedermera registrator. 1896 gifte han sig med Anna Matilda. Paret fick aldrig några barn tillsammans. 

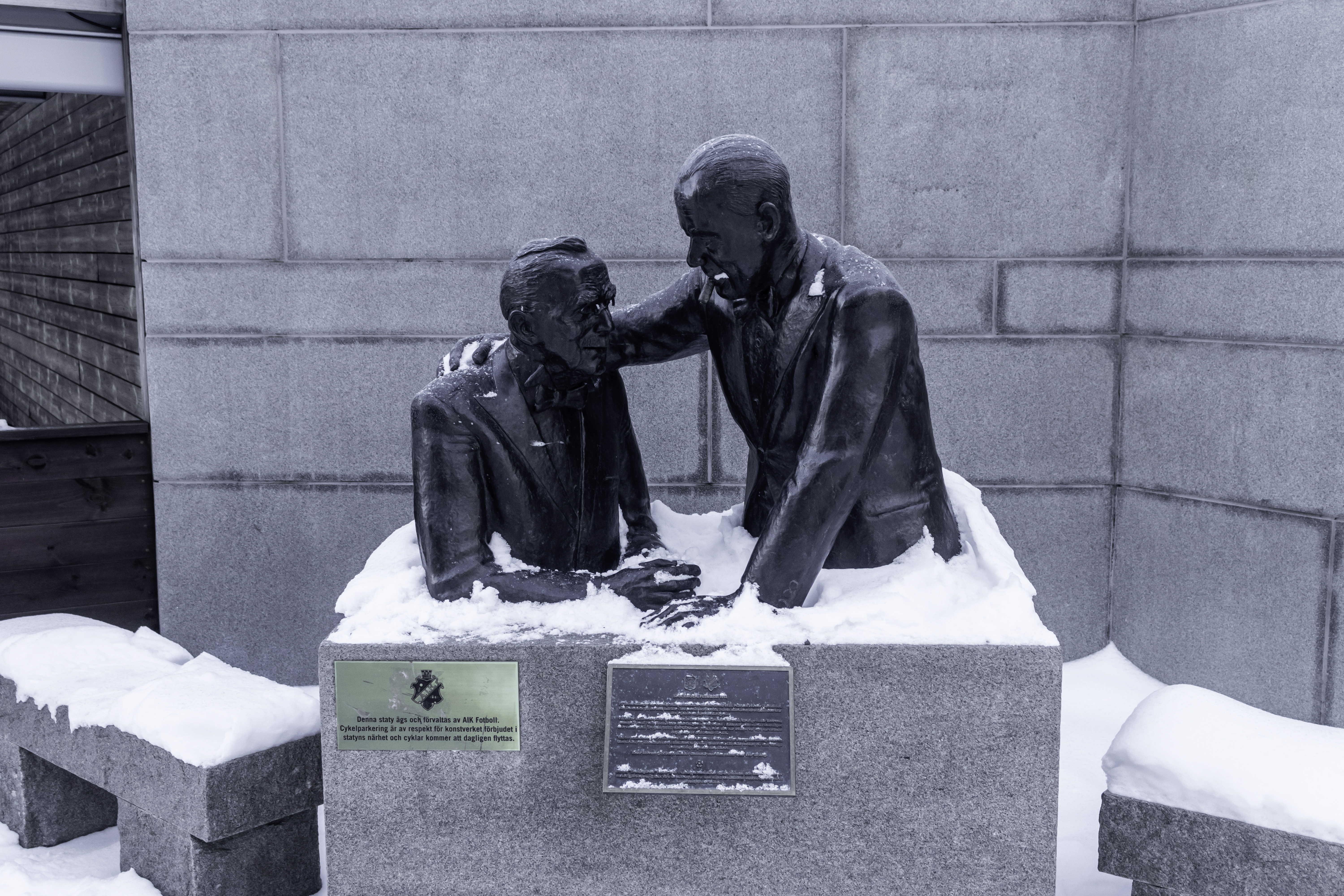
Staty av Behrens (vänster) och Putte Kock (höger) utanför Strawberry Arena

1951 förberedde AIK sitt 60-årsjubelium. Dåvarande ordförande Putte Kock och HS-sekreteraren Nils Yngwe Bolling sammanträffade med Behrens på äldreboendet "Katarinahuset" vid Sabbatsberg, där han bodde den sista tiden i sitt liv. Han lovade att komma på jubileumsfesten i Grand Hôtels spegelsal. På hösten samma år gick han bort, 83 år gammal. Hans grav återfinns på Norra begravningsplatsen i Solna.

## Minnen av Behrens
Behrens är än idag en av AIK:s främsta symbolgestalter. För att hedra minnet av honom satt AIK upp en ny gravsten inför klubbens 100-årsjubileum. Där klubben även åtagit sig att svara för skötseln av gravplatsen. Sedan den 6 november 2016 har en staty föreställande Behrens och Putte Kock funnits på plats mellan Strawberry Arena och Mall of Scandinavia.

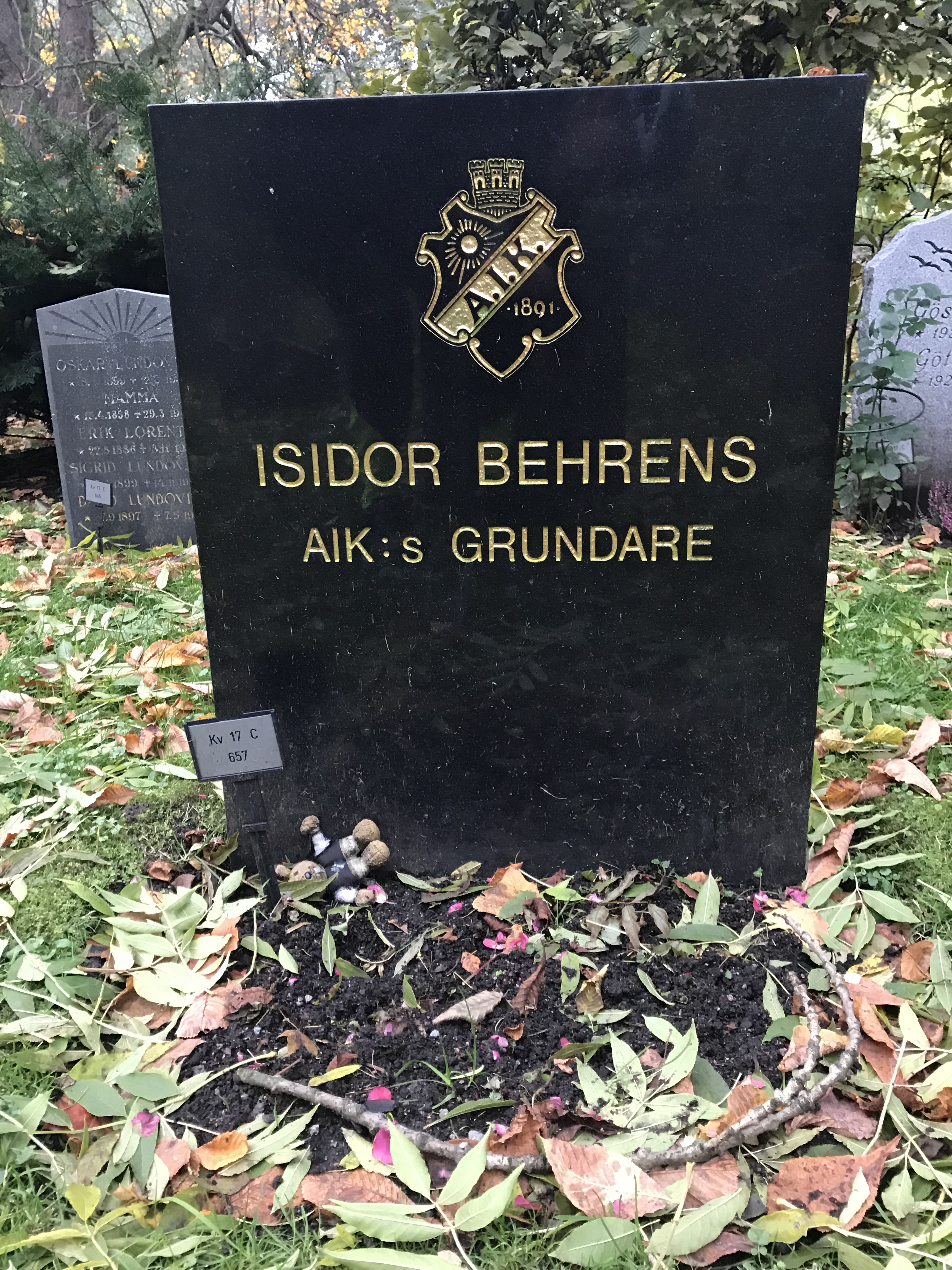
Behrens gravsten vid Norra Begravningsplatsen